# Timea moorei
Timea moorei är en svampdjursart som först beskrevs av Carter 1880.  Timea moorei ingår i släktet Timea och familjen Timeidae. Inga underarter finns listade i Catalogue of Life.